# بن اسدل
بن اسدل (به انگلیسی: Ben Asdale) یک کشتی بود که طول آن ۱۴۳ فوت (۴۳٫۶ متر) بود. این کشتی در سال ۱۹۷۲ ساخته شد.